# Leichtathletik-Weltmeisterschaften 2017/Hammerwurf der Männer

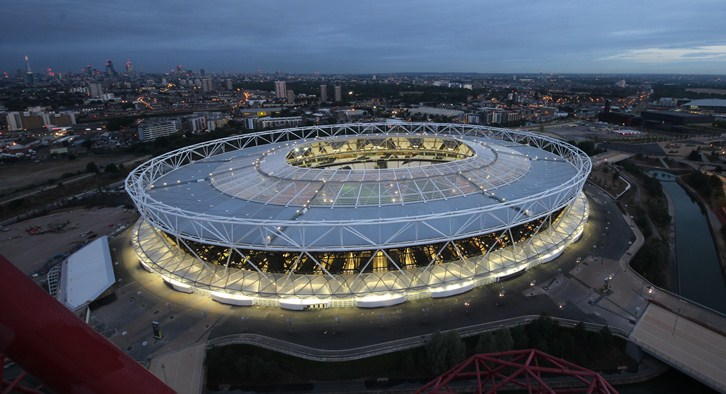
Das Olympiastadion London während der Weltmeisterschaften

Der Hammerwurf der Männer wurde bei den Leichtathletik-Weltmeisterschaften 2017 wurde am 9. und 11. August 2017 im Olympiastadion der britischen Hauptstadt London ausgetragen.
In diesem Wettbewerb gab es für die Hammerwerfer aus Polen mit Gold und Bronze zwei Medaillen. Seinen dritten Weltmeistertitel in Folge errang der amtierende Europameister und Vizeeuropameister von 2014 Paweł Fajdek. Er siegte vor dem unter neutraler Flagge startenden Russen Waleri Pronkin. Bronze ging wie bei den Weltmeisterschaften zwei Jahre zuvor an den Olympiadritten von 2016 und Vizeeuropameister von 2016 Wojciech Nowicki.

## Bestehende Rekorde
| Weltrekord               | Jurij Sedych | 86,74 m | Stuttgart, BR Deutschland (heute Deutschland) | 30. August 1986 |
| Weltmeisterschaftsrekord | Iwan Zichan  | 83,63 m | WM in Osaka, Japan                            | 27. August 2007 |

Der bestehende WM-Rekord wurde bei diesen Weltmeisterschaften nicht eingestellt und nicht verbessert.

## Legende
Kurze Übersicht zur Bedeutung der Symbolik – so üblicherweise auch in sonstigen Veröffentlichungen verwendet:
| – | verzichtet |
| x | ungültig   |

## Qualifikation
Die Athleten traten zu einer Qualifikationsrunde in zwei Gruppen an. Die Qualifikationsweite für das direkte Erreichen des Finales betrug 75,50 m. Da nur acht Werfer diese geforderte Weite übertrafen – hellblau unterlegt, wurde das Finalfeld mit den nachfolgend besten Werfern beider Gruppen auf insgesamt zwölf Sportler aufgefüllt – hellgrün unterlegt. So reichten schließlich 74,41 m aus, um im Finale dabei zu sein.

### Gruppe A
9. August 2017, 19:20 Uhr Ortszeit (20:20 Uhr MESZ)
| Platz | Athlet                 | Land                        | 1. Versuch | 2. Versuch | 3. Versuch | Weite (m) |
| ----- | ---------------------- | --------------------------- | ---------- | ---------- | ---------- | --------- |
| 1     | Paweł Fajdek           | Polen                       | 71,43      | 76,82      | –          | 76,82     |
| 2     | Quentin Bigot          | Frankreich                  | 76,11      | –          | –          | 76,11     |
| 3     | Pawel Barejscha        | Belarus                     | x          | 74,07      | 75,98      | 75,98     |
| 4     | Bence Halász           | Ungarn                      | 75,56      | –          | –          | 75,56     |
| 5     | Dilschod Nasarow       | Tadschikistan               | x          | 75,54      | –          | 75,54     |
| 6     | Nick Miller            | Großbritannien              | 75,52      | –          | –          | 75,52     |
| 7     | Alexei Sokirski        | Authorised Neutral Athletes | 75,50      | –          | –          | 75,50     |
| 8     | Özkan Baltacı          | Türkei                      | 74,69      | 74,16      | 74,46      | 74,69     |
| 9     | Marco Lingua           | Italien                     | 74,41      | x          | x          | 74,41     |
| 10    | David Söderberg        | Finnland                    | 73,76      | x          | x          | 73,76     |
| 11    | Sergei Litwinow        | Authorised Neutral Athletes | 73,32      | 73,48      | 73,36      | 73,48     |
| 12    | Allan Wolski           | Brasilien                   | x          | x          | 72,51      | 72,51     |
| 13    | Serhii Reheda          | Ukraine                     | 70,03      | 71,10      | 71,53      | 71,53     |
| 14    | Hilmar Örn Jónsson     | Island                      | 71,12      | x          | x          | 71,12     |
| 15    | Hassan Mohamed Mahmoud | Ägypten                     | x          | x          | 69,92      | 69,92     |
| 16    | Rudy Winkler           | USA                         | 68,77      | x          | 68,88      | 68,88     |

### Gruppe B
9. August 2017, 20:50 Uhr Ortszeit (21:50 Uhr MESZ)
| Platz | Athlet                | Land                        | 1. Versuch | 2. Versuch | 3. Versuch | Weite (m) |
| ----- | --------------------- | --------------------------- | ---------- | ---------- | ---------- | --------- |
| 1     | Wojciech Nowicki      | Polen                       | 76,85      | –          | –          | 76,85     |
| 2     | Serghei Marghiev      | Moldau                      | 75,18      | 73,41      | 74,96      | 75,18     |
| 3     | Waleri Pronkin        | Authorised Neutral Athletes | 74,11      | 73,75      | 75,09      | 75,09     |
| 4     | Marcel Lomnický       | Slowakei                    | 74,26      | 73,35      | x          | 74,26     |
| 5     | Krisztián Pars        | Ungarn                      | 74,08      | x          | 73,36      | 74,08     |
| 6     | Eşref Apak            | Türkei                      | 73,55      | x          | x          | 73,55     |
| 7     | Sachar Machrossenka   | Belarus                     | x          | 72,58      | x          | 72,58     |
| 8     | Alex Young            | USA                         | x          | 72,07      | 70,93      | 72,07     |
| 9     | Chris Bennett         | Großbritannien              | x          | 72,05      | 69,12      | 72,05     |
| 10    | Sjarhej Kalamojez     | Belarus                     | 71,90      | 68,97      | x          | 71,90     |
| 11    | Ashraf Amgad el-Seify | Katar                       | 71,87      | x          | 71,00      | 71,87     |
| 12    | Wagner Domingos       | Brasilien                   | x          | 69,59      | 71,69      | 71,69     |
| 13    | Diego del Real        | Mexiko                      | 68,10      | 70,72      | 71,29      | 71,29     |
| 14    | Michalis Anastasakis  | Griechenland                | 70,94      | 70,93      | 69,95      | 70,94     |
| 15    | Simone Falloni        | Italien                     | x          | 69,90      | x          | 69,90     |
| 16    | Kibwé Johnson         | USA                         | 68,86      | x          | 68,81      | 68,86     |

In Qualifikationsgruppe B ausgeschiedene Hammerwerfer:

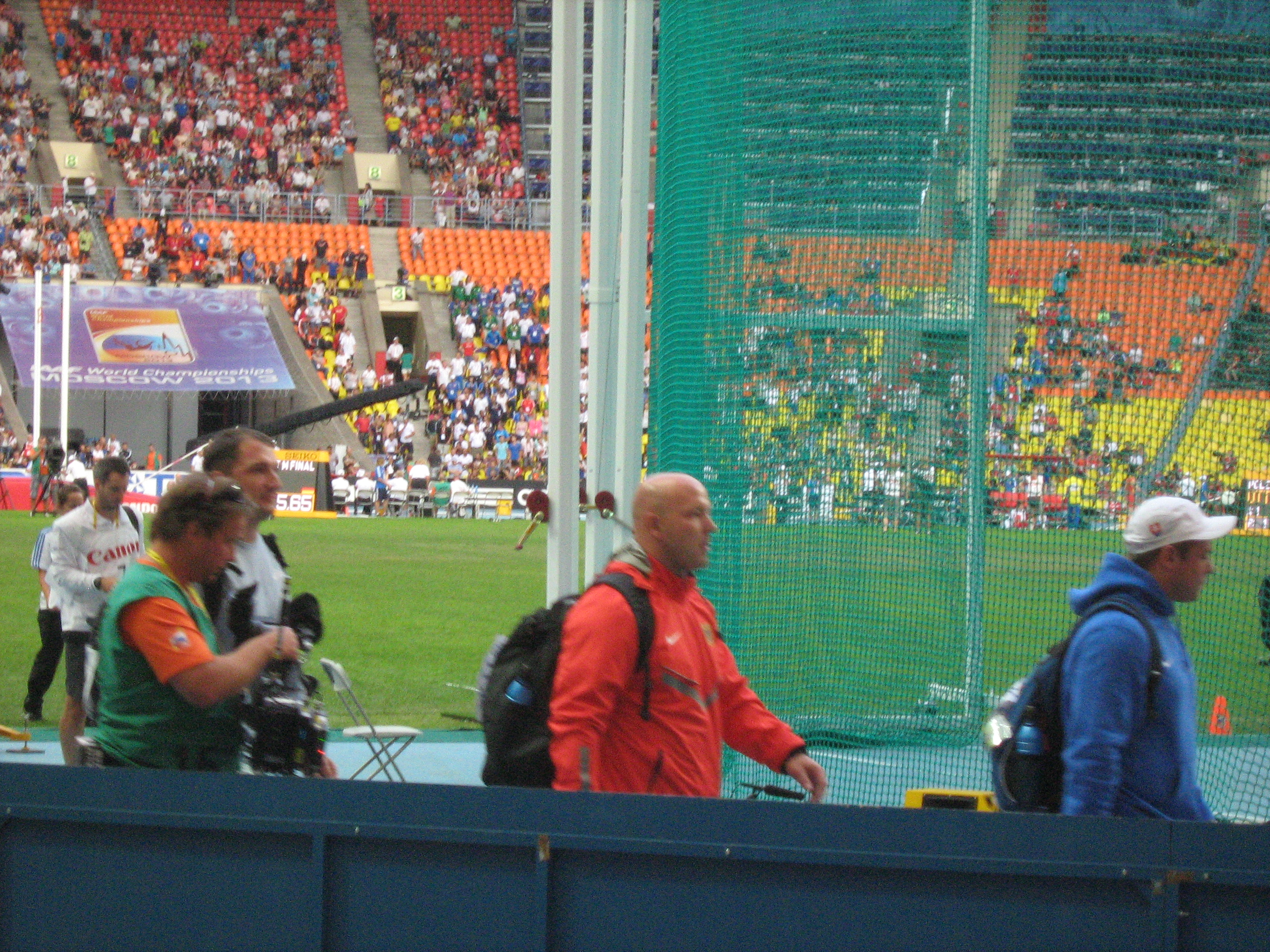
Marcel Lomnický (rechts) Rang vier mit 74,26 m
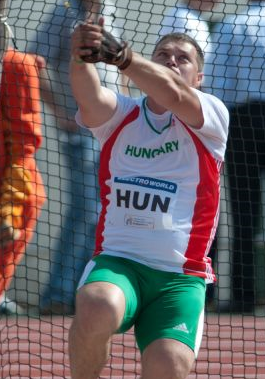
Krisztián Pars – unter anderem Olympiasieger von 2012 – Rang fünf mit 74,08 m
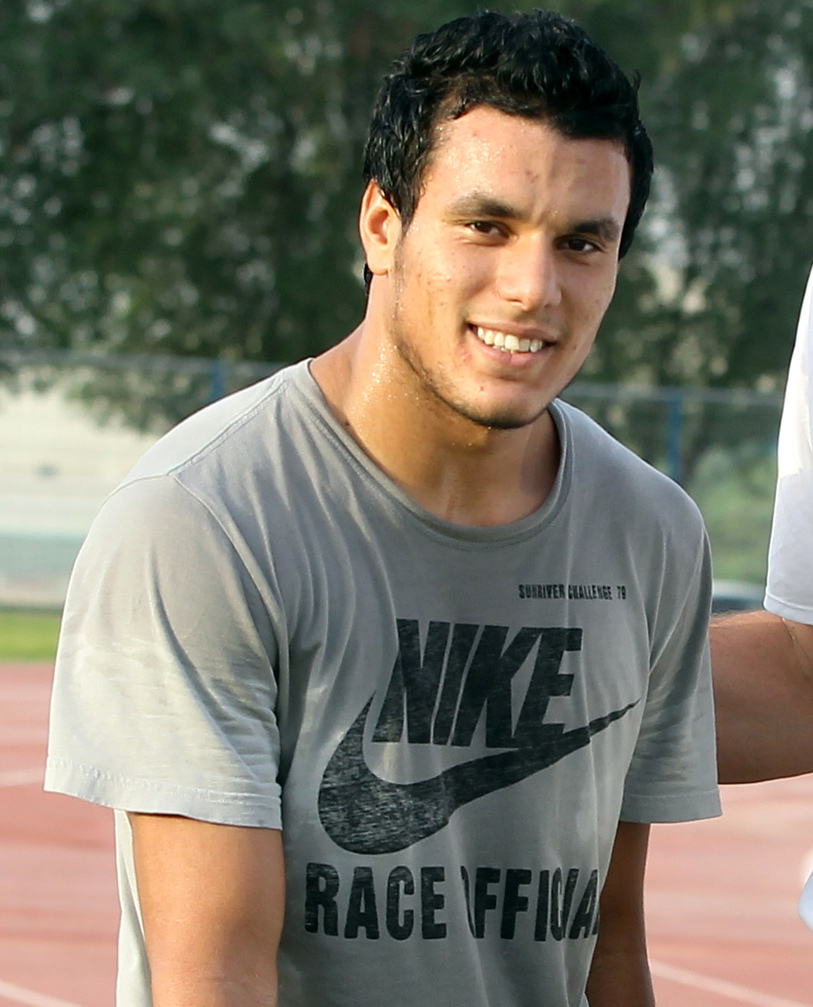
Ashraf Amgad el-Seify Rang elf mit 71,87 m
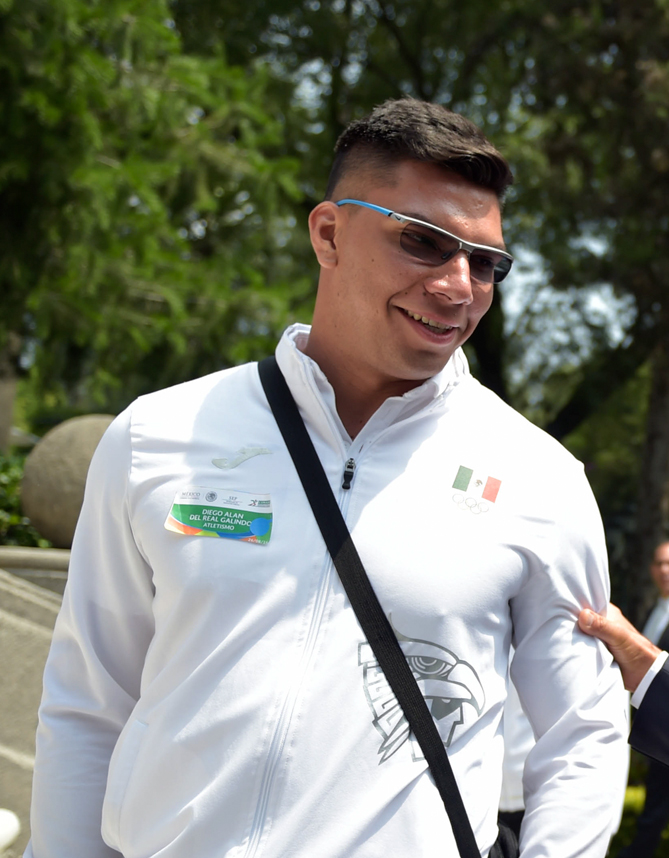
Diego del Real Rang dreizehn mit 71,29 m

## Finale
11. August 2017, 20:30 Uhr Ortszeit (21:30 Uhr MESZ)
Zu den Favoriten für diesen Wettbewerb gehörten vor allem der Weltmeister von 2013 / 2015, Vizeeuropameister von 2016 und Europameister von 2016 Paweł Fajdek aus Polen, der Olympiasieger von 2016 und Vizeweltmeister von 2015 Dilschod Nasarow aus Tadschikistan, der Pole Wojciech Nowicki als Olympiadritter von 2016, WM-Dritter von 2015 und EM-Dritter von 2016 sowie der ungarische Olympiasieger von 2012, Vizeweltmeister von 2013 und Europameister von 2014 Krisztián Pars. Pars war allerdings bereits in der Qualifikation gescheitert, 33 Zentimeter hatten ihm dort für die Finalteilnahme gefehlt.
Im ersten Durchgang reichten dem Franzosen Quentin Bigot 77,05 m zur Führung. Der unter neutraler Flagge startende Waleri Pronkin lag mit 77,00 m auf Platz zwei. Auch in Runde zwei übertraf kein Werfer die 78-Meter-Marke. Mit 77,50 m übernahm nun der ebenfalls unter neutraler Flagge startende Alexei Sokirski die Spitze. Nasarow genügten 77,22 m für Rang zwei, Pronkin, der sich auf 77,20 m verbesserte, war Dritter. Fajdek kam mit seinem ersten gültigen Versuch auf 77,09 m und war damit Vierter vor Bigot. In Durchgang drei gab es weitere leichte Steigerungen. Fajdek war mit 79,73 m neuer Führender, Nowicki verbesserte sich mit 78,03 m auf den zweiten Platz, Sokirski war jetzt Dritter, Bigot warf 77,46 m, das bedeutete Rang vier. Auf den fünften Platz verbesserte sich mit 77,31 m der Brite Nick Miller. Nasarow und Pronkin fielen damit auf die Ränge sechs bzw. sieben zurück.
In Runde vier steigerte sich zunächst Bigot mit 77,67 m auf den Bronzeplatz. Fajdek verbesserte seine Führungsweite auf 79,81 m, ansonsten blieb alles unverändert. Im vorletzten Durchgang verdrängte der anfangs führende Pronkin mit nun 77,98 m den Franzosen wieder. Pronkin war jetzt Dritter, Bigot Vierter. In der letzten Versuchsreihe gab es eine weitere Veränderung. Waleri Pronkin hatte nun offensichtlich richtig gut Fuß gefasst und steigerte sich noch einmal auf 78,16 m, das brachte ihm schließlich die Silbermedaille ein. Pawel Fajdek, der dreimal weiter als 79 Meter geworfen hatte, wurde verdienter Weltmeister. Wojciech Nowicki gewann Bronze, Vierter wurde Quentin Bigot vor Alexei Sokirski Nick Miller. Mitfavorit Dilschod Nasarow musste mit Rang sieben zufrieden sein. Den achten Platz belegte der Moldawier Serghei Marghiev. Die Abstände von Rang zwei bis sieben waren insgesamt sehr knapp. Den Zweiten Pronkin trennte weniger als ein Meter vom Siebten Nasarow.
Das Niveau der Weiten im Hammerwurf war im Vergleich zu vergangenen Jahren deutlich zurückgegangen – ein Trend, der auch schon bei den Olympischen Spielen vor einem Jahr festzustellen war. Erstmals seit vielen Jahren wurde beim Jahreshöhepunkt bei den Spielen 2016 und jetzt wieder bei den Weltmeisterschaften die 80-Meter-Marke nicht übertroffen, was Fajdek bei den Europameisterschaften 2016 allerdings noch gelungen war. Welche Rolle der allerdings nicht ausnahmsfreie Ausschluss russischer Athleten oder ein verändertes Doping-Kontrollsystem hier spielen, bleibt zumindest zunächst noch spekulativ.
| Platz | Athlet           | Land                        | 1. Versuch | 2. Versuch | 3. Versuch | 4. Versuch                             | 5. Versuch                             | 6. Versuch                             | Weite (m) |
| ----- | ---------------- | --------------------------- | ---------- | ---------- | ---------- | -------------------------------------- | -------------------------------------- | -------------------------------------- | --------- |
|       | Paweł Fajdek     | Polen                       | x          | 77,09      | 79,73      | 79,81                                  | 79,40                                  | x                                      | 79,81     |
|       | Waleri Pronkin   | Authorised Neutral Athletes | 77,00      | 77,20      | 75,71      | 76,25                                  | 77,98                                  | 78,16                                  | 78,16     |
|       | Wojciech Nowicki | Polen                       | 76,36      | 76,54      | 78,03      | 76,19                                  | x                                      | x                                      | 78,03     |
| 4     | Quentin Bigot    | Frankreich                  | 77,05      | 76,26      | 77,46      | 77,67                                  | x                                      | 76,87                                  | 77,67     |
| 5     | Alexei Sokirski  | Authorised Neutral Athletes | 76,22      | 77,50      | 77,15      | x                                      | x                                      | x                                      | 77,50 SB  |
| 6     | Nick Miller      | Großbritannien              | x          | 75,78      | 77,31      | x                                      | 76,16                                  | x                                      | 77,31     |
| 7     | Dilschod Nasarow | Tadschikistan               | 76,33      | 77,22      | 75,36      | 76,01                                  | 77,14                                  | 74,91                                  | 77,22     |
| 8     | Serghei Marghiev | Moldau                      | 75,40      | 75,87      | 75,80      | 75,85                                  | 74,57                                  | x                                      | 75,87     |
| 9     | Pawel Barejscha  | Belarus                     | 74,35      | 75,86      | x          | nicht im Finale der besten acht Werfer | nicht im Finale der besten acht Werfer | nicht im Finale der besten acht Werfer | 75,86     |
| 10    | Marco Lingua     | Italien                     | 69,64      | 75,13      | x          | nicht im Finale der besten acht Werfer | nicht im Finale der besten acht Werfer | nicht im Finale der besten acht Werfer | 75,13     |
| 11    | Bence Halász     | Ungarn                      | 70,89      | x          | 74,45      | nicht im Finale der besten acht Werfer | nicht im Finale der besten acht Werfer | nicht im Finale der besten acht Werfer | 74,45     |
| 12    | Özkan Baltacı    | Türkei                      | 73,17      | 72,90      | 74,39      | nicht im Finale der besten acht Werfer | nicht im Finale der besten acht Werfer | nicht im Finale der besten acht Werfer | 74,39     |

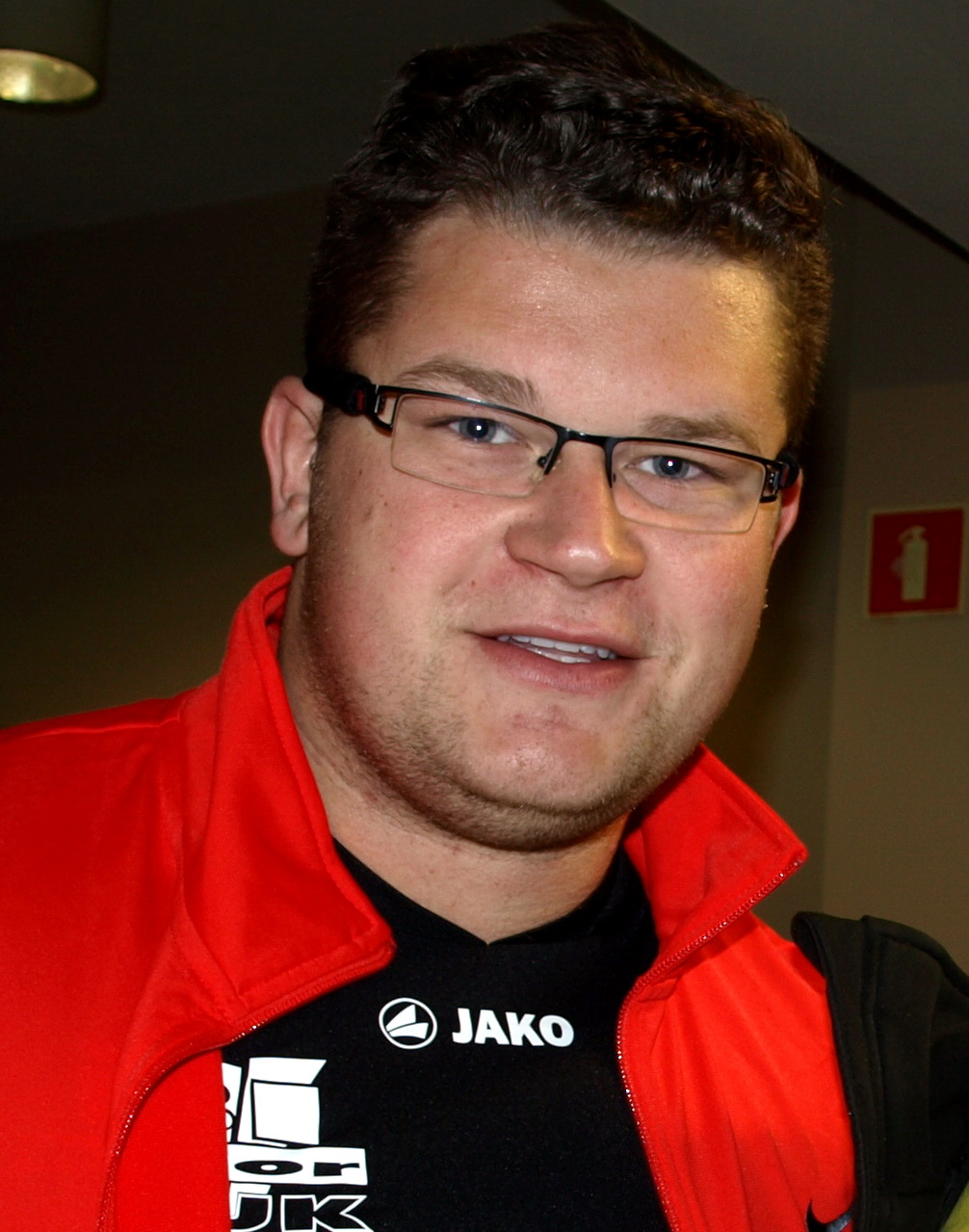
Weltmeister Paweł Fajdek
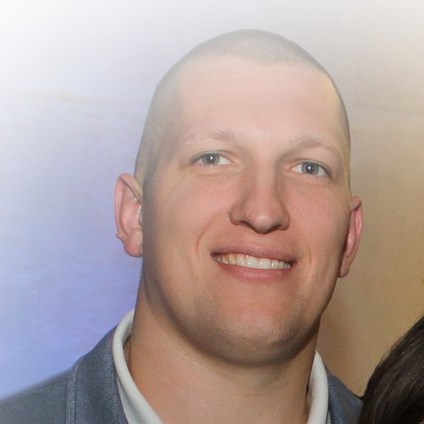
Bronzemedaillengewinner Wojciech Nowicki
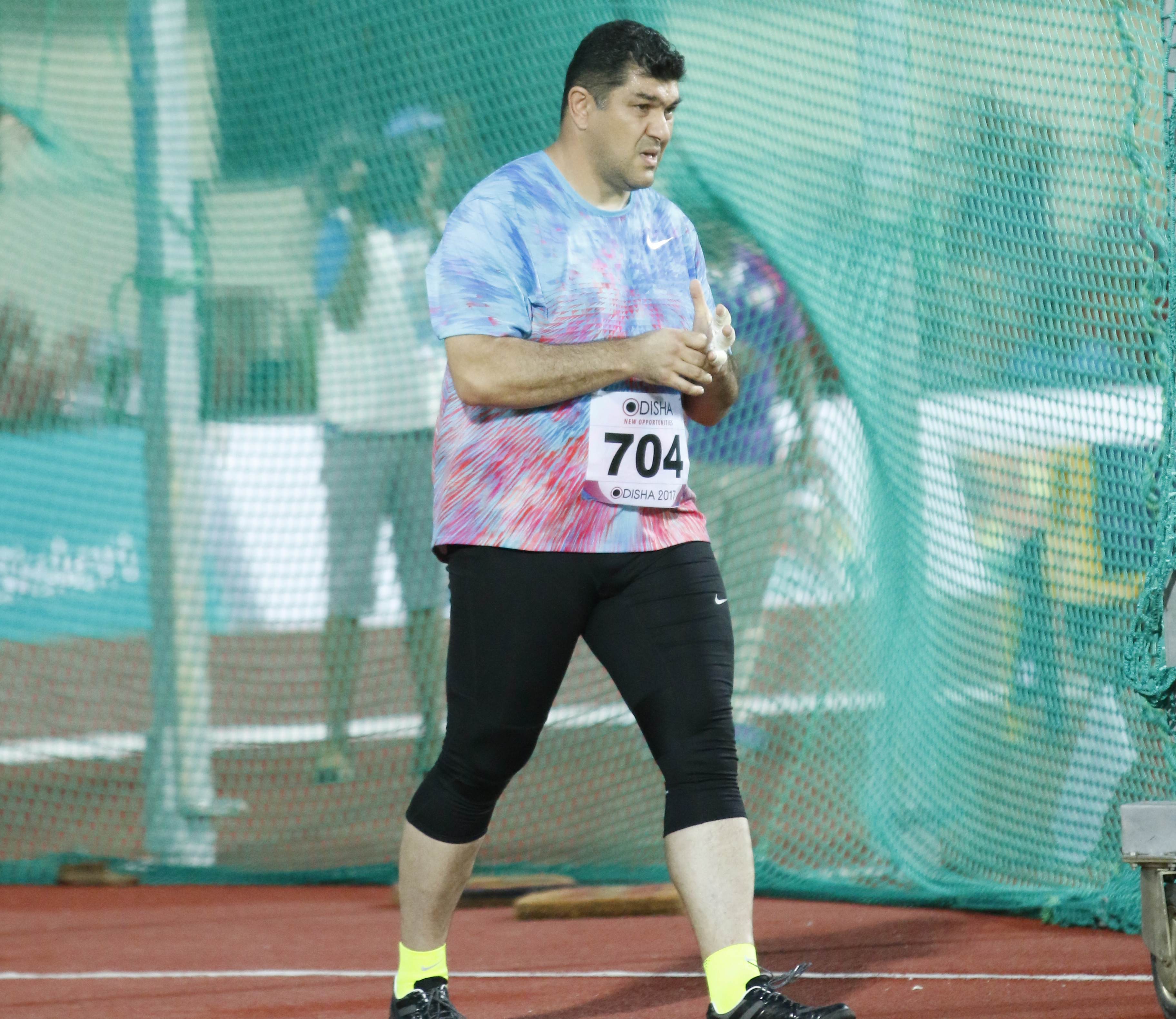
Dilschod Nasarow kam auf den siebten Platz
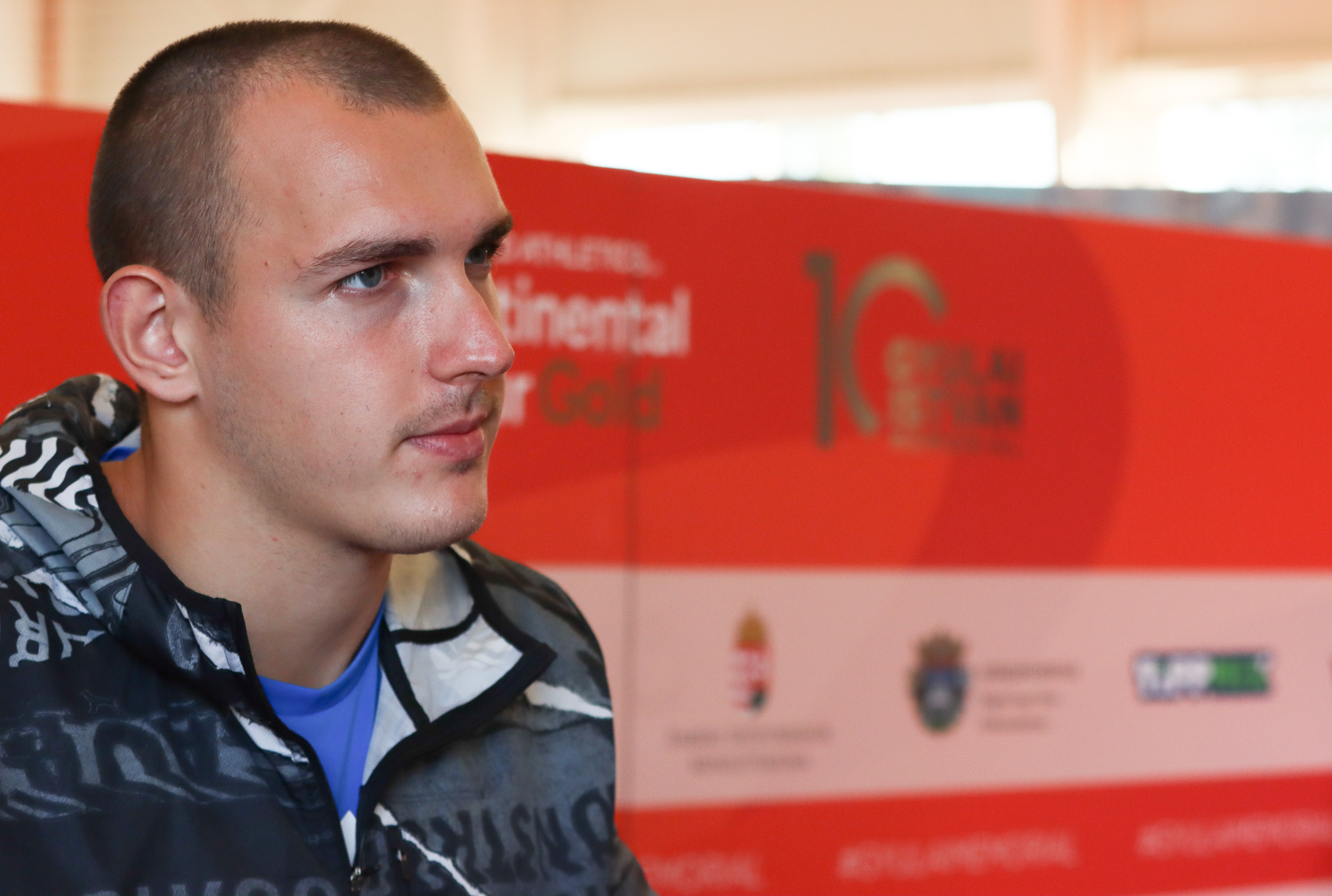
Bence Halász belegte Rang elf

## Video
- WCH London 2017 Highlights - Hammer Throw - Men, youtube.com, abgerufen am 1. März 2021